# 중원 (중국)

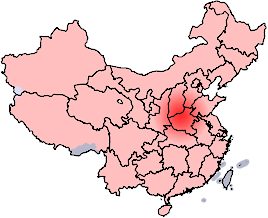
중원

중원(중국어: 中原, 병음: Zhōngyuán 중위안[*])은 전통적으로 황하(黃河)의 중류·하류 지역을 가리키는 말로, 허난(河南)성 대부분과 산둥(山東)성 서부 및 허베이(河北) · 산시(山西)성 남부 지역을 포함하는 중국의 지역 구분이다.
한편 현재는 허난(河南)성을 중심으로 허베이(河北)성, 산시(山西)성, 안후이(安徽)성, 산둥(山東)성의 일부(주로 서부)도 포함시켜 지칭하는 경우가 있다.

## 역사
중원과 중국은 같은 의미로 주로 사용되었지만 '중국'(中國)은 중국의 고전인 『시경』에서 최초로 사용되었다. 『시경』에서 사용된 중원 혹은 중국은 '사방'(四方, 동서남북) 그리고 '사이'(四夷, 변방 오랑캐)와 대칭되어 사용되었는데, 이것으로 주(周) 왕조 시대에 처음 출현한 '中國'이 주 왕조의 수도를 지칭하거나 주나라 왕이 통치했던 지역 일대를 가리키는 어휘로 쓰였다는 것을 찾아볼 수 있다.
'중국'이라는 어휘가 주권국가의 개념으로 사용되기 시작한 것은 1689년으로, 청나라가 러시아와의 분쟁결과로 맺은 네르친스크 조약(尼布楚條約)에서 당시 청조 외교 사신의 신분을 호칭할 때 '중국'을 만주어로 처음 사용했다. 외교상에서 한문으로 '중국'이 사용된 용례는 아편전쟁의 패배로 중국 청조가 영국과 맺은 1842년 8월 29일의 남경조약(南京條約)에서 최초로 사용된 것으로 남아 있다.

## 위치
오늘날에는 '허난성', 산시성 동부, 산둥성 서부 일대를 지칭하는 말로 황하의 중하류 지역을 일컬으나, 본래 한족(漢族)의 본 거주지역, 즉 과거 주나라(周)가 있던 곳을 지칭하던 말이다.
이곳을 지배해야 중국을 통일할 수 있다고 생각할 정도로 중요하게 인식하던 지역이었다. 주(周)왕조 이후 한족(漢族)의 세력이 확대됨에 따라 장강과 그 서쪽 영역도 중원으로 인식되어 화베이 평원(華北平原)까지 넓어졌다.
|  |

## 역사서에서의 중원
중국은 사마천의 <사기>를 비롯하여 24사(정사로 인정받는 역사서 24종)를 가지고 있다. 특히 사마천은 화이불분(華夷不分), 즉 중원(中原)과 이족(夷族)을 구분 짓지 않는 역사관을 가지고 있었는데 당시 중원은 중국 허난성(河南省)을 중심으로 산둥성(山東省) 서부, 산시성(陝西省) 동부에 걸친 황허강(黃河) 중 · 하류 유역이 이에 해당하는 지역을 의미하고 있었다.
사마천은 <사기>에서 “옛날 당인(唐人)의 수도는 하동(河東)에, 은인(殷人)의 수도는 하내 (河內)에, 주인(周人)의 수도는 하남(河南)에 있었으니 무릇 삼하(三河)는 천하의 가운데에 있다.”고 기술하였다. 여기서 삼하란 중국 역사에서 가장 앞선 세 왕조인 하(夏)·상(商)·서주(西周)가 개발했던 중원을 가리킨다. 본래 한족(漢族)의 본 거주지역, 즉 과거 주나라(周)가 있던 곳을 지칭하던 말로서, 이곳을 정복해야 중국을 통일할 수 있다는 의식이 지배하고 있던 지역이었지만 주(周)왕조 이후 한족(漢族)의 세력이 확대됨에 따라 장강과 그 서쪽 영역도 중원으로 인식되어 화베이 평원(華北平原)까지 넓어졌다는 것을 찾아 볼 수 있다.

## 2012년의 중원
2012년 12월 3일, 중국공산당 기관지 인민일보는 국무원이 최근 중원경제구계획을 승인하고 국가발전개발위원회가 이를 공표했다고 전했다. 중원경제구계획이란 예부터 중원으로 불린 허난(河南)성을 중심으로 한 중국 중부를 경제개발특구로 지정, 사통팔달의 지역 특성을 살린 산업을 적극 육성하겠다는 구상이다.
중원경제구계획에 따르면 허난성 전역이 경제구로 지정됐으며 허베이(河北)성, 산시(山西)성, 안후이(安徽)성, 산둥(山東)성의 일부도 경제구에 포함됐다. 총면적은 대한민국의 3배에 가까운 28만9,000km2가 되는 범위다.

## 같이 보기
- 화베이 평원
- 환보하이 경제권